# Фролово (Рославльский район)
Фролово — деревня в Рославльском районе Смоленской области России. Входит в состав Перенского сельского поселения. Население — 1 житель (2007 год).
Расположена в южной части области в 4 км к югу от Рославля, в 3 км западнее автодороги А141 Орёл — Витебск, на берегу реки Бабка. В 5 км северо-восточнее деревни расположена железнодорожная станция Плетни на линии Рославль — Брянск.

## История
В годы Великой Отечественной войны деревня была оккупирована гитлеровскими войсками в августе 1941 года, освобождена в сентябре 1943 года.